# Frank James Marshall
Frank James Marshall (New York, 10. kolovoza 1877. — New Jersey, 9. studenoga 1944.), bio je američki šahist, prvak SAD-a od 1909. do 1936. Smatra se jednim od vodećih igrača rane polovice 20. stoljeća.

## Život i karijera
Marshall se rodio 1877. u New Yorku. Od osme do devete godine života živio je u Montrealu, Kanadi. Šah je počeo igrati s 10 godina, a već 1890., s 13 godina, bio je vodeći igrač u Montrealu. 
Iznenađujuće je osvojio međunarodni turnir 1904. u američkom gradu Cambridge Springse, ispred tadašnjeg svjetskog prvaka Emanuela Laskera.
1907. igrao je meč za svjetskog prvaka protiv Laskera. Lasker ga je deklasirao s rezultatom 8–0 (uz 7 remija). Meč se održavao u četiri američka grada: New Yorku, Philadelphiji, Baltimoreu i Memphisu od 26. siječnja do 8. kolovoza.
Dvije godine kasnije igrao je meč s 20-godišnjim Kubancem Joséom Raúlom Capablancom koji će 12 godina nakon ovog meča postati svjetskim prvakom pobjedom nad Laskerom. Rezulat je također bio poražavajuć: mladi Kubanac dobio je 8 partija, izgubio samo jednu, uz 14 remija. Marshall je pokazao spremnost da pomogne Kubancu u usponu predloživši njegovo sudjelovanje na jakom međunarodnom turniru u San Sebastiánu 1911., dok su Ossip Bernstein i Aron Nimcovič bili protiv. Capablanca je Marshallovom pozivnicom zaslužio igrati i na kraju osvojio turnir, iako Lasker nije igrao.
U slavnom turniru u Sankt Peterburgu 1914. Marshall je završio peti.
Na turniru u New Yorku 1918. po prvi puta je odigrao gambit u španjolskoj partiji (kasnije nazvanim po njemu) protiv Capablance, koji je izvrsnom obranom uspio odbiti Marshallove napade i dobiti partiju. Capablanca je ovu partiju anotirao u svojem djelu Moja šahovska karijera.
1920. osvojio je Američki šahovski kongres. Vodio je Sjedinjene Države do četiri zlatne medalje na četiri šahovske olimpijade. 
1936. titulu američkog prvaka preuzeo je Samuel Reshevsky, čudo od djeteta, koji će kasnije voditi bitku za prvog čovjeka američkog šaha protiv legendarnog Bobbyja Fischera.

## Stil igre
Marshall je igrao dinamičan šah i bio je izvrstan taktičar. Poznat je po svojoj partiji protiv Stefana Levitskog (1912.) u kojoj je Marshall stavio i damu i topa na tučena polja ispred protivničkih pješaka. Gledatelji su, navodno oduševljeni Marshallovom izvedbom, počeli bacati zlatne novčiće po ploči. Partija je prozvana "The Golen Coin Game". Obišla je svijet i postala jednom od najpoznatijih partija tog doba.

### Levitsky–Marshall, 1912.
|   | a | b | c | d | e | f | g | h |   |
| 8 | f8 black rook · g8 black king · a7 black pawn · b7 black pawn · g7 black pawn · h7 black pawn · e6 black pawn · c5 white rook · g5 white queen · d4 black knight · c3 black queen · h3 black rook · a2 white pawn · c2 white pawn · f2 white pawn · g2 white pawn · h2 white pawn · f1 white rook · g1 white king | f8 black rook · g8 black king · a7 black pawn · b7 black pawn · g7 black pawn · h7 black pawn · e6 black pawn · c5 white rook · g5 white queen · d4 black knight · c3 black queen · h3 black rook · a2 white pawn · c2 white pawn · f2 white pawn · g2 white pawn · h2 white pawn · f1 white rook · g1 white king | f8 black rook · g8 black king · a7 black pawn · b7 black pawn · g7 black pawn · h7 black pawn · e6 black pawn · c5 white rook · g5 white queen · d4 black knight · c3 black queen · h3 black rook · a2 white pawn · c2 white pawn · f2 white pawn · g2 white pawn · h2 white pawn · f1 white rook · g1 white king | f8 black rook · g8 black king · a7 black pawn · b7 black pawn · g7 black pawn · h7 black pawn · e6 black pawn · c5 white rook · g5 white queen · d4 black knight · c3 black queen · h3 black rook · a2 white pawn · c2 white pawn · f2 white pawn · g2 white pawn · h2 white pawn · f1 white rook · g1 white king | f8 black rook · g8 black king · a7 black pawn · b7 black pawn · g7 black pawn · h7 black pawn · e6 black pawn · c5 white rook · g5 white queen · d4 black knight · c3 black queen · h3 black rook · a2 white pawn · c2 white pawn · f2 white pawn · g2 white pawn · h2 white pawn · f1 white rook · g1 white king | f8 black rook · g8 black king · a7 black pawn · b7 black pawn · g7 black pawn · h7 black pawn · e6 black pawn · c5 white rook · g5 white queen · d4 black knight · c3 black queen · h3 black rook · a2 white pawn · c2 white pawn · f2 white pawn · g2 white pawn · h2 white pawn · f1 white rook · g1 white king | f8 black rook · g8 black king · a7 black pawn · b7 black pawn · g7 black pawn · h7 black pawn · e6 black pawn · c5 white rook · g5 white queen · d4 black knight · c3 black queen · h3 black rook · a2 white pawn · c2 white pawn · f2 white pawn · g2 white pawn · h2 white pawn · f1 white rook · g1 white king | f8 black rook · g8 black king · a7 black pawn · b7 black pawn · g7 black pawn · h7 black pawn · e6 black pawn · c5 white rook · g5 white queen · d4 black knight · c3 black queen · h3 black rook · a2 white pawn · c2 white pawn · f2 white pawn · g2 white pawn · h2 white pawn · f1 white rook · g1 white king | 8 |
| 7 | f8 black rook · g8 black king · a7 black pawn · b7 black pawn · g7 black pawn · h7 black pawn · e6 black pawn · c5 white rook · g5 white queen · d4 black knight · c3 black queen · h3 black rook · a2 white pawn · c2 white pawn · f2 white pawn · g2 white pawn · h2 white pawn · f1 white rook · g1 white king | f8 black rook · g8 black king · a7 black pawn · b7 black pawn · g7 black pawn · h7 black pawn · e6 black pawn · c5 white rook · g5 white queen · d4 black knight · c3 black queen · h3 black rook · a2 white pawn · c2 white pawn · f2 white pawn · g2 white pawn · h2 white pawn · f1 white rook · g1 white king | f8 black rook · g8 black king · a7 black pawn · b7 black pawn · g7 black pawn · h7 black pawn · e6 black pawn · c5 white rook · g5 white queen · d4 black knight · c3 black queen · h3 black rook · a2 white pawn · c2 white pawn · f2 white pawn · g2 white pawn · h2 white pawn · f1 white rook · g1 white king | f8 black rook · g8 black king · a7 black pawn · b7 black pawn · g7 black pawn · h7 black pawn · e6 black pawn · c5 white rook · g5 white queen · d4 black knight · c3 black queen · h3 black rook · a2 white pawn · c2 white pawn · f2 white pawn · g2 white pawn · h2 white pawn · f1 white rook · g1 white king | f8 black rook · g8 black king · a7 black pawn · b7 black pawn · g7 black pawn · h7 black pawn · e6 black pawn · c5 white rook · g5 white queen · d4 black knight · c3 black queen · h3 black rook · a2 white pawn · c2 white pawn · f2 white pawn · g2 white pawn · h2 white pawn · f1 white rook · g1 white king | f8 black rook · g8 black king · a7 black pawn · b7 black pawn · g7 black pawn · h7 black pawn · e6 black pawn · c5 white rook · g5 white queen · d4 black knight · c3 black queen · h3 black rook · a2 white pawn · c2 white pawn · f2 white pawn · g2 white pawn · h2 white pawn · f1 white rook · g1 white king | f8 black rook · g8 black king · a7 black pawn · b7 black pawn · g7 black pawn · h7 black pawn · e6 black pawn · c5 white rook · g5 white queen · d4 black knight · c3 black queen · h3 black rook · a2 white pawn · c2 white pawn · f2 white pawn · g2 white pawn · h2 white pawn · f1 white rook · g1 white king | f8 black rook · g8 black king · a7 black pawn · b7 black pawn · g7 black pawn · h7 black pawn · e6 black pawn · c5 white rook · g5 white queen · d4 black knight · c3 black queen · h3 black rook · a2 white pawn · c2 white pawn · f2 white pawn · g2 white pawn · h2 white pawn · f1 white rook · g1 white king | 7 |
| 6 | f8 black rook · g8 black king · a7 black pawn · b7 black pawn · g7 black pawn · h7 black pawn · e6 black pawn · c5 white rook · g5 white queen · d4 black knight · c3 black queen · h3 black rook · a2 white pawn · c2 white pawn · f2 white pawn · g2 white pawn · h2 white pawn · f1 white rook · g1 white king | f8 black rook · g8 black king · a7 black pawn · b7 black pawn · g7 black pawn · h7 black pawn · e6 black pawn · c5 white rook · g5 white queen · d4 black knight · c3 black queen · h3 black rook · a2 white pawn · c2 white pawn · f2 white pawn · g2 white pawn · h2 white pawn · f1 white rook · g1 white king | f8 black rook · g8 black king · a7 black pawn · b7 black pawn · g7 black pawn · h7 black pawn · e6 black pawn · c5 white rook · g5 white queen · d4 black knight · c3 black queen · h3 black rook · a2 white pawn · c2 white pawn · f2 white pawn · g2 white pawn · h2 white pawn · f1 white rook · g1 white king | f8 black rook · g8 black king · a7 black pawn · b7 black pawn · g7 black pawn · h7 black pawn · e6 black pawn · c5 white rook · g5 white queen · d4 black knight · c3 black queen · h3 black rook · a2 white pawn · c2 white pawn · f2 white pawn · g2 white pawn · h2 white pawn · f1 white rook · g1 white king | f8 black rook · g8 black king · a7 black pawn · b7 black pawn · g7 black pawn · h7 black pawn · e6 black pawn · c5 white rook · g5 white queen · d4 black knight · c3 black queen · h3 black rook · a2 white pawn · c2 white pawn · f2 white pawn · g2 white pawn · h2 white pawn · f1 white rook · g1 white king | f8 black rook · g8 black king · a7 black pawn · b7 black pawn · g7 black pawn · h7 black pawn · e6 black pawn · c5 white rook · g5 white queen · d4 black knight · c3 black queen · h3 black rook · a2 white pawn · c2 white pawn · f2 white pawn · g2 white pawn · h2 white pawn · f1 white rook · g1 white king | f8 black rook · g8 black king · a7 black pawn · b7 black pawn · g7 black pawn · h7 black pawn · e6 black pawn · c5 white rook · g5 white queen · d4 black knight · c3 black queen · h3 black rook · a2 white pawn · c2 white pawn · f2 white pawn · g2 white pawn · h2 white pawn · f1 white rook · g1 white king | f8 black rook · g8 black king · a7 black pawn · b7 black pawn · g7 black pawn · h7 black pawn · e6 black pawn · c5 white rook · g5 white queen · d4 black knight · c3 black queen · h3 black rook · a2 white pawn · c2 white pawn · f2 white pawn · g2 white pawn · h2 white pawn · f1 white rook · g1 white king | 6 |
| 5 | f8 black rook · g8 black king · a7 black pawn · b7 black pawn · g7 black pawn · h7 black pawn · e6 black pawn · c5 white rook · g5 white queen · d4 black knight · c3 black queen · h3 black rook · a2 white pawn · c2 white pawn · f2 white pawn · g2 white pawn · h2 white pawn · f1 white rook · g1 white king | f8 black rook · g8 black king · a7 black pawn · b7 black pawn · g7 black pawn · h7 black pawn · e6 black pawn · c5 white rook · g5 white queen · d4 black knight · c3 black queen · h3 black rook · a2 white pawn · c2 white pawn · f2 white pawn · g2 white pawn · h2 white pawn · f1 white rook · g1 white king | f8 black rook · g8 black king · a7 black pawn · b7 black pawn · g7 black pawn · h7 black pawn · e6 black pawn · c5 white rook · g5 white queen · d4 black knight · c3 black queen · h3 black rook · a2 white pawn · c2 white pawn · f2 white pawn · g2 white pawn · h2 white pawn · f1 white rook · g1 white king | f8 black rook · g8 black king · a7 black pawn · b7 black pawn · g7 black pawn · h7 black pawn · e6 black pawn · c5 white rook · g5 white queen · d4 black knight · c3 black queen · h3 black rook · a2 white pawn · c2 white pawn · f2 white pawn · g2 white pawn · h2 white pawn · f1 white rook · g1 white king | f8 black rook · g8 black king · a7 black pawn · b7 black pawn · g7 black pawn · h7 black pawn · e6 black pawn · c5 white rook · g5 white queen · d4 black knight · c3 black queen · h3 black rook · a2 white pawn · c2 white pawn · f2 white pawn · g2 white pawn · h2 white pawn · f1 white rook · g1 white king | f8 black rook · g8 black king · a7 black pawn · b7 black pawn · g7 black pawn · h7 black pawn · e6 black pawn · c5 white rook · g5 white queen · d4 black knight · c3 black queen · h3 black rook · a2 white pawn · c2 white pawn · f2 white pawn · g2 white pawn · h2 white pawn · f1 white rook · g1 white king | f8 black rook · g8 black king · a7 black pawn · b7 black pawn · g7 black pawn · h7 black pawn · e6 black pawn · c5 white rook · g5 white queen · d4 black knight · c3 black queen · h3 black rook · a2 white pawn · c2 white pawn · f2 white pawn · g2 white pawn · h2 white pawn · f1 white rook · g1 white king | f8 black rook · g8 black king · a7 black pawn · b7 black pawn · g7 black pawn · h7 black pawn · e6 black pawn · c5 white rook · g5 white queen · d4 black knight · c3 black queen · h3 black rook · a2 white pawn · c2 white pawn · f2 white pawn · g2 white pawn · h2 white pawn · f1 white rook · g1 white king | 5 |
| 4 | f8 black rook · g8 black king · a7 black pawn · b7 black pawn · g7 black pawn · h7 black pawn · e6 black pawn · c5 white rook · g5 white queen · d4 black knight · c3 black queen · h3 black rook · a2 white pawn · c2 white pawn · f2 white pawn · g2 white pawn · h2 white pawn · f1 white rook · g1 white king | f8 black rook · g8 black king · a7 black pawn · b7 black pawn · g7 black pawn · h7 black pawn · e6 black pawn · c5 white rook · g5 white queen · d4 black knight · c3 black queen · h3 black rook · a2 white pawn · c2 white pawn · f2 white pawn · g2 white pawn · h2 white pawn · f1 white rook · g1 white king | f8 black rook · g8 black king · a7 black pawn · b7 black pawn · g7 black pawn · h7 black pawn · e6 black pawn · c5 white rook · g5 white queen · d4 black knight · c3 black queen · h3 black rook · a2 white pawn · c2 white pawn · f2 white pawn · g2 white pawn · h2 white pawn · f1 white rook · g1 white king | f8 black rook · g8 black king · a7 black pawn · b7 black pawn · g7 black pawn · h7 black pawn · e6 black pawn · c5 white rook · g5 white queen · d4 black knight · c3 black queen · h3 black rook · a2 white pawn · c2 white pawn · f2 white pawn · g2 white pawn · h2 white pawn · f1 white rook · g1 white king | f8 black rook · g8 black king · a7 black pawn · b7 black pawn · g7 black pawn · h7 black pawn · e6 black pawn · c5 white rook · g5 white queen · d4 black knight · c3 black queen · h3 black rook · a2 white pawn · c2 white pawn · f2 white pawn · g2 white pawn · h2 white pawn · f1 white rook · g1 white king | f8 black rook · g8 black king · a7 black pawn · b7 black pawn · g7 black pawn · h7 black pawn · e6 black pawn · c5 white rook · g5 white queen · d4 black knight · c3 black queen · h3 black rook · a2 white pawn · c2 white pawn · f2 white pawn · g2 white pawn · h2 white pawn · f1 white rook · g1 white king | f8 black rook · g8 black king · a7 black pawn · b7 black pawn · g7 black pawn · h7 black pawn · e6 black pawn · c5 white rook · g5 white queen · d4 black knight · c3 black queen · h3 black rook · a2 white pawn · c2 white pawn · f2 white pawn · g2 white pawn · h2 white pawn · f1 white rook · g1 white king | f8 black rook · g8 black king · a7 black pawn · b7 black pawn · g7 black pawn · h7 black pawn · e6 black pawn · c5 white rook · g5 white queen · d4 black knight · c3 black queen · h3 black rook · a2 white pawn · c2 white pawn · f2 white pawn · g2 white pawn · h2 white pawn · f1 white rook · g1 white king | 4 |
| 3 | f8 black rook · g8 black king · a7 black pawn · b7 black pawn · g7 black pawn · h7 black pawn · e6 black pawn · c5 white rook · g5 white queen · d4 black knight · c3 black queen · h3 black rook · a2 white pawn · c2 white pawn · f2 white pawn · g2 white pawn · h2 white pawn · f1 white rook · g1 white king | f8 black rook · g8 black king · a7 black pawn · b7 black pawn · g7 black pawn · h7 black pawn · e6 black pawn · c5 white rook · g5 white queen · d4 black knight · c3 black queen · h3 black rook · a2 white pawn · c2 white pawn · f2 white pawn · g2 white pawn · h2 white pawn · f1 white rook · g1 white king | f8 black rook · g8 black king · a7 black pawn · b7 black pawn · g7 black pawn · h7 black pawn · e6 black pawn · c5 white rook · g5 white queen · d4 black knight · c3 black queen · h3 black rook · a2 white pawn · c2 white pawn · f2 white pawn · g2 white pawn · h2 white pawn · f1 white rook · g1 white king | f8 black rook · g8 black king · a7 black pawn · b7 black pawn · g7 black pawn · h7 black pawn · e6 black pawn · c5 white rook · g5 white queen · d4 black knight · c3 black queen · h3 black rook · a2 white pawn · c2 white pawn · f2 white pawn · g2 white pawn · h2 white pawn · f1 white rook · g1 white king | f8 black rook · g8 black king · a7 black pawn · b7 black pawn · g7 black pawn · h7 black pawn · e6 black pawn · c5 white rook · g5 white queen · d4 black knight · c3 black queen · h3 black rook · a2 white pawn · c2 white pawn · f2 white pawn · g2 white pawn · h2 white pawn · f1 white rook · g1 white king | f8 black rook · g8 black king · a7 black pawn · b7 black pawn · g7 black pawn · h7 black pawn · e6 black pawn · c5 white rook · g5 white queen · d4 black knight · c3 black queen · h3 black rook · a2 white pawn · c2 white pawn · f2 white pawn · g2 white pawn · h2 white pawn · f1 white rook · g1 white king | f8 black rook · g8 black king · a7 black pawn · b7 black pawn · g7 black pawn · h7 black pawn · e6 black pawn · c5 white rook · g5 white queen · d4 black knight · c3 black queen · h3 black rook · a2 white pawn · c2 white pawn · f2 white pawn · g2 white pawn · h2 white pawn · f1 white rook · g1 white king | f8 black rook · g8 black king · a7 black pawn · b7 black pawn · g7 black pawn · h7 black pawn · e6 black pawn · c5 white rook · g5 white queen · d4 black knight · c3 black queen · h3 black rook · a2 white pawn · c2 white pawn · f2 white pawn · g2 white pawn · h2 white pawn · f1 white rook · g1 white king | 3 |
| 2 | f8 black rook · g8 black king · a7 black pawn · b7 black pawn · g7 black pawn · h7 black pawn · e6 black pawn · c5 white rook · g5 white queen · d4 black knight · c3 black queen · h3 black rook · a2 white pawn · c2 white pawn · f2 white pawn · g2 white pawn · h2 white pawn · f1 white rook · g1 white king | f8 black rook · g8 black king · a7 black pawn · b7 black pawn · g7 black pawn · h7 black pawn · e6 black pawn · c5 white rook · g5 white queen · d4 black knight · c3 black queen · h3 black rook · a2 white pawn · c2 white pawn · f2 white pawn · g2 white pawn · h2 white pawn · f1 white rook · g1 white king | f8 black rook · g8 black king · a7 black pawn · b7 black pawn · g7 black pawn · h7 black pawn · e6 black pawn · c5 white rook · g5 white queen · d4 black knight · c3 black queen · h3 black rook · a2 white pawn · c2 white pawn · f2 white pawn · g2 white pawn · h2 white pawn · f1 white rook · g1 white king | f8 black rook · g8 black king · a7 black pawn · b7 black pawn · g7 black pawn · h7 black pawn · e6 black pawn · c5 white rook · g5 white queen · d4 black knight · c3 black queen · h3 black rook · a2 white pawn · c2 white pawn · f2 white pawn · g2 white pawn · h2 white pawn · f1 white rook · g1 white king | f8 black rook · g8 black king · a7 black pawn · b7 black pawn · g7 black pawn · h7 black pawn · e6 black pawn · c5 white rook · g5 white queen · d4 black knight · c3 black queen · h3 black rook · a2 white pawn · c2 white pawn · f2 white pawn · g2 white pawn · h2 white pawn · f1 white rook · g1 white king | f8 black rook · g8 black king · a7 black pawn · b7 black pawn · g7 black pawn · h7 black pawn · e6 black pawn · c5 white rook · g5 white queen · d4 black knight · c3 black queen · h3 black rook · a2 white pawn · c2 white pawn · f2 white pawn · g2 white pawn · h2 white pawn · f1 white rook · g1 white king | f8 black rook · g8 black king · a7 black pawn · b7 black pawn · g7 black pawn · h7 black pawn · e6 black pawn · c5 white rook · g5 white queen · d4 black knight · c3 black queen · h3 black rook · a2 white pawn · c2 white pawn · f2 white pawn · g2 white pawn · h2 white pawn · f1 white rook · g1 white king | f8 black rook · g8 black king · a7 black pawn · b7 black pawn · g7 black pawn · h7 black pawn · e6 black pawn · c5 white rook · g5 white queen · d4 black knight · c3 black queen · h3 black rook · a2 white pawn · c2 white pawn · f2 white pawn · g2 white pawn · h2 white pawn · f1 white rook · g1 white king | 2 |
| 1 | f8 black rook · g8 black king · a7 black pawn · b7 black pawn · g7 black pawn · h7 black pawn · e6 black pawn · c5 white rook · g5 white queen · d4 black knight · c3 black queen · h3 black rook · a2 white pawn · c2 white pawn · f2 white pawn · g2 white pawn · h2 white pawn · f1 white rook · g1 white king | f8 black rook · g8 black king · a7 black pawn · b7 black pawn · g7 black pawn · h7 black pawn · e6 black pawn · c5 white rook · g5 white queen · d4 black knight · c3 black queen · h3 black rook · a2 white pawn · c2 white pawn · f2 white pawn · g2 white pawn · h2 white pawn · f1 white rook · g1 white king | f8 black rook · g8 black king · a7 black pawn · b7 black pawn · g7 black pawn · h7 black pawn · e6 black pawn · c5 white rook · g5 white queen · d4 black knight · c3 black queen · h3 black rook · a2 white pawn · c2 white pawn · f2 white pawn · g2 white pawn · h2 white pawn · f1 white rook · g1 white king | f8 black rook · g8 black king · a7 black pawn · b7 black pawn · g7 black pawn · h7 black pawn · e6 black pawn · c5 white rook · g5 white queen · d4 black knight · c3 black queen · h3 black rook · a2 white pawn · c2 white pawn · f2 white pawn · g2 white pawn · h2 white pawn · f1 white rook · g1 white king | f8 black rook · g8 black king · a7 black pawn · b7 black pawn · g7 black pawn · h7 black pawn · e6 black pawn · c5 white rook · g5 white queen · d4 black knight · c3 black queen · h3 black rook · a2 white pawn · c2 white pawn · f2 white pawn · g2 white pawn · h2 white pawn · f1 white rook · g1 white king | f8 black rook · g8 black king · a7 black pawn · b7 black pawn · g7 black pawn · h7 black pawn · e6 black pawn · c5 white rook · g5 white queen · d4 black knight · c3 black queen · h3 black rook · a2 white pawn · c2 white pawn · f2 white pawn · g2 white pawn · h2 white pawn · f1 white rook · g1 white king | f8 black rook · g8 black king · a7 black pawn · b7 black pawn · g7 black pawn · h7 black pawn · e6 black pawn · c5 white rook · g5 white queen · d4 black knight · c3 black queen · h3 black rook · a2 white pawn · c2 white pawn · f2 white pawn · g2 white pawn · h2 white pawn · f1 white rook · g1 white king | f8 black rook · g8 black king · a7 black pawn · b7 black pawn · g7 black pawn · h7 black pawn · e6 black pawn · c5 white rook · g5 white queen · d4 black knight · c3 black queen · h3 black rook · a2 white pawn · c2 white pawn · f2 white pawn · g2 white pawn · h2 white pawn · f1 white rook · g1 white king | 1 |
|   | a | b | c | d | e | f | g | h |   |

Ovdje je Marshall odigrao briljantan potez: 23...Dg3!! nakon kojega je Levitsky predao.